# فرناندو امورسولو
فرناندو امورسولو (انگلیسی: Fernando Amorsolo؛ ۳۰ مهٔ ۱۸۹۲ – ۲۴ آوریل ۱۹۷۲) نقاش اهل فیلیپین بود.